# تاراس ستيبانينكو
تاراس ستيبانينكو (بالأوكرانية: Степаненко Тарас Миколайович)‏ (Taras Mykolayovych Stepanenko) (8 أغسطس 1989 في أوبلاست دونيتسك في أوكرانيا – )؛ هو لاعب كرة قدم كان يلعب كلاعب وسط. يلعب مع منتخب أوكرانيا لكرة القدم منذ عام 2010.

## وصلات خارجية
- تاراس ستيبانينكو على موقع الاتحاد الأوربي (الإنجليزية)
- تاراس ستيبانينكو على موقع اتحاد تركيا (لاعب) (الإنجليزية)
- تاراس ستيبانينكو على موقع اتحاد أوكرانيا (الإنجليزية)
- تاراس ستيبانينكو على موقع قاعدة بيانات كرة القدم.إي يو (الإنجليزية)
- تاراس ستيبانينكو على موقع ناشيونال فوتبول تيمز (الإنجليزية)
- تاراس ستيبانينكو على موقع Soccerway.com (الإنجليزية)
- تاراس ستيبانينكو على موقع عالم كرة القدم.نت (الإنجليزية)
- تاراس ستيبانينكو على موقع AS.com (الإسبانية)